# کاماایشی، ایواته
کاماایشی در استان ایواته در کشور ژاپن واقع شده‌است که دارای جمعیت ۴۱٬۳۴۸ نفر و مساحت ۴۴۱٫۴۲ کیلومتر مربع با تراکم جمعیت ۹۳٫۷ نفر در کیلومترمربع است و در تاریخ ۵ مه ۱۹۳۷ به عنوان شهر شناخته شد.